# Páginas de história dos tempos que correm
Páginas de história dos tempos que correm: onze artigos de O Século foi publicada pelo jornal O Século em 1927, com um total de 32 páginas. Pertence à rede de Bibliotecas municipais de Lisboa e é considerado uma "raridade bibliográfica".